# The Writing's on the Wall
The Writing's on the Wall é o segundo álbum de estúdio do girl group americano Destiny's Child, lançado em 27 de julho de 1999 pela Columbia Records. O álbum foi produzido por Missy Elliott, Kevin "She'kspere" Briggs, Rodney Jerkins, Eric Nealante Phillips e Beyoncé, entre outros, e incluiu participações de Elliott e do trio Next. The Writing's no The Wall gerou quatro singles — incluindo dois número um na Billboard 100 —, "Bills, Bills, Bills" e "Say My Name". Este é o último álbum com a formação original do grupo. O trabalho mostrou as membros da banda tendo maior controle criativo ao compor e produzir suas próprias canções, trabalhando em estreita colaboração do produtor Eric Nealante Phillips e da cantora e compositora Kandi Burruss, integrante do Xscape. "Bills, Bills, Bills" e "Bug a Boo" estiveram entre as primeiras músicas escritas e produzidas pelo grupo.
O álbum estreou no número seis na parada americana Billboard 200 em 14 de agosto de 1999, com vendas na primeira semana de 132 mil unidades, e mais tarde, atingiu o número cinco em 6 de maio de 2000. Ele rendeu seis indicações ao Prêmio Grammy, nas categorias Melhor Performance de R&B por Duo ou Grupo com Vocais, Melhor Canção R&B, Gravação do Ano e Canção do Ano. Foi certificado óctuplo de platina pela Recording Industry Association of America (RIAA) e vendeu mais de 13 milhões de cópias mundialmente. A revista Billboard classificou The Writing's on the Wall no número 39 na lista dos 200 maiores álbuns da década.

## Controvérsia
Em dezembro de 1999, Luckett e Roberson tentaram separar o Destiny's Child de seu gerente, Mathew Knowles, alegando que ele mantinha uma parcela desproporcional dos lucros do grupo e injustamente favorecia Beyoncé e Rowland. Embora elas nunca pretendecem deixar o grupo, quando o vídeo de "Say My Name" estreou em fevereiro de 2000, Roberson e Luckett viram duas outras novas integrantes em seus lugares ao lado de Knowles e Rowland. Antes da estreia de vídeo, Beyoncé teria anunciado no Total Request Live, que Luckett e Roberson haviam deixado o grupo. Elas foram substituídas por Michelle Williams, ex-vocalista de apoio de Monica, e Farrah Franklin, uma aspirante a cantora-atriz. Pouco depois de seu período com Monica, Williams foi apresentada ao Destiny's Child pelo coreógrafo Braden Larson, também conhecido como "Peanut Orlando", e foi levada para Houston onde ficou com a família Knowles.
Em março de 2000, Roberson e Luckett entraram com uma ação judicial contra Knowles e suas ex-companheiras de banda por violação de parceria e deveres fiduciários. Após o processo, ambos os lados foram depreciativos uns para com os outros na mídia. Cinco meses depois de entrar, Franklin deixou o grupo. As membros remanescentes afirmaram que isso se deveu a ausências promocionais e concertos. De acordo com Williams, Franklin não estava conseguindo lidar com tamanho stress. Franklin, no entanto, revelou que ela saiu, por causa da negatividade em torno do grupo e sua incapacidade de afirmar qualquer controle na tomadas de decisões. Sua partida foi vista como menos controversa. Williams, por outro lado, revelou que sua inclusão resultou em "lutar contra insegurança": "Eu estava me comparando com as outras integrantes, e a pressão estava sobre mim." Para o fim de 2000, Roberson e Luckett retiraram a parcela de seu processo que incluía Rowland e Knowles em troca de um acordo, embora continuassem a ação de encontro a seu ex-gerente. Como parte do acordo, ambos os lados foram proibidos de falar uns sobre os outros publicamente. Roberson e Luckett formaram outro girl group, chamado "Anjel", que acabou não dando certo, devido a problemas com a gravadora. Embora as integrantes da banda estivessem afetadas psicologicamente pela turbulência, o sucesso do Destiny's Child aumentou. Os anos seguintes de sua carreira foram vistos como o preríodo mais bem sucedido do grupo, tornando-se um fenômeno de cultura pop.

## Faixas
| The Writing's on the Wall – Edição padrão |                                                          |                                                                                  |                                      |         |  |
| N.º                                       | Título                                                   | Compositor(es)                                                                   | Produtor(es)                         | Duração |  |
| 1.                                        | "Intro (The Writing's on the Wall)"                      | LeToya Luckett LaTavia Roberson Beyoncé Knowles Kelly Rowland                    |                                      | 2:05    |  |
| 2.                                        | "So Good"                                                | Kevin "She'kspere" Briggs Kandi Burruss Knowles Luckett Roberson Rowland         | She'kspere Burruss                   | 3:13    |  |
| 3.                                        | "Bills, Bills, Bills"                                    | Briggs Burruss Knowles Luckett Roberson Rowland                                  | She'kspere                           | 4:16    |  |
| 4.                                        | "Confessions" (com participação de Missy Elliott)        | M. Elliott D. Holmes G. Thomas                                                   | Missy Elliot                         | 4:57    |  |
| 5.                                        | "Bug a Boo"                                              | Briggs Burruss Knowles Luckett Roberson Rowland                                  | She'kspere                           | 3:32    |  |
| 6.                                        | "Temptation"                                             | Dwayne Wiggins C. Wheeler Knowles Luckett Roberson Rowland A. Ray                | Dwayne Wiggins                       | 4:05    |  |
| 7.                                        | "Now That She's Gone"                                    | Chris Valentine K. Fambro D. Boynton T. Geter L. Simmons A. Simmons              | Fambro Boynton                       | 5:35    |  |
| 8.                                        | "Where'd You Go"                                         | Knowles Luckett Roberson Rowland Platinum Status Chris Stokes                    | Platinum Status Chris Stokes         | 4:15    |  |
| 9.                                        | "Hey Ladies"                                             | Briggs Burruss Knowles Luckett Roberson Rowland                                  | She'kspere                           | 4:16    |  |
| 10.                                       | "If You Leave"                                           | T. Turman R. L. Huggar Chad Elliot Oshea Hunter                                  | Chad Elliot Oshea Hunter             | 4:35    |  |
| 11.                                       | "Jumpin', Jumpin'"                                       | Chad Elliot Knowles Rufus Moore                                                  | Knowles Chad Elliot Jovonn Alexander | 3:50    |  |
| 12.                                       | "Say My Name"                                            | Rodney Jerkins Fred Jerkins III LaShawn Daniels Knowles Luckett Roberson Rowland | Darkchild                            | 4:31    |  |
| 13.                                       | "She Can't Love You"                                     | Briggs Burruss Knowles I. Lindo Luckett Roberson Rowland                         | She'spere                            | 4:04    |  |
| 14.                                       | "Stay"                                                   | Daryl Simmons                                                                    | Simmons                              | 4:51    |  |
| 15.                                       | "Sweet Sixteen"                                          | Knowles Rowland Dwayne Wiggins J. Watley                                         | Wiggins                              | 4:12    |  |
| 16.                                       | "Outro (Amazing Grace...)" (Dedicado a Andretta Tillman) | John Newton                                                                      |                                      | 2:38    |  |
| Duração total:                            | Duração total:                                           | Duração total:                                                                   | Duração total:                       | 64:52   |  |

| Edição internacional |                  |                       |         |  |
| N.º                  | Título           | Compositor(es)        | Duração |  |
| 17.                  | "Get on the Bus" | M. Elliott Tim Mosley | 4:44    |  |

| Edição japonesa |                                                         |                                                           |         |  |
| N.º             | Título                                                  | Compositor(es)                                            | Duração |  |
| 17.             | "Bills, Bills, Bills" (Digital Black-N-Groove Club Mix) | E. Phillips Briggs Kandi Knowles Luckett Roberson Rowland | 7:16    |  |

| Edição australiana |                                                  |                                                        |         |  |
| N.º                | Título                                           | Compositor(es)                                         | Duração |  |
| 17.                | "Get on the Bus" (com participação de Timbaland) | M. Elliott Tim Mosley                                  | 4:44    |  |
| 18.                | "No, No, No Part 1" (Vídeoclipe)                 | Vincent Herbert Rob Fusari M. Brown C. Gaines B. White | 3:30    |  |

| CD bônus de edição limitada no Reino Unido |                                                       |                                                                   |         |  |
| N.º                                        | Título                                                | Compositor(es)                                                    | Duração |  |
| 17.                                        | "Independent Women Part I" (Pasadena Remix)           | B. Knowles, Sam Barnes, Cory Rooney, Jean-Claude Olivier          | 3:42    |  |
| 18.                                        | "Independent Women Part II"                           | Knowles Rapture Stewart Eric Seats Frank Comstock David Donaldson | 3:46    |  |
| 19.                                        | "8 Days of Christmas"                                 | Errol McCalla Knowles                                             | 3:31    |  |
| 20.                                        | "No, No, No Part 2" (com participação de Wyclef Jean) | Robert Fusari Calvin Gaines Mary Brown Vincent Herbert            | 3:28    |  |

| Bônus de edição limitada de platina dos EUA |                                                                 |                                                                                   |         |  |
| N.º                                         | Título                                                          | Compositor(es)                                                                    | Duração |  |
| 17.                                         | "Bills, Bills, Bills" (Remix com participação de Sporty Thievz) | E. Phillips Briggs Kandi Knowles Luckett Roberson Rowland                         | 4:00    |  |
| 18.                                         | "No, No, No Part 2" (com participação de Wyclef Jean)           | R. Fusari Gaines Brown V. Herbert                                                 | 3:33    |  |
| 19.                                         | "Say My Name" (Timbaland remix)                                 | F. Jerkins III Mosley Jerkins Knowles Luckett L. Daniels Roberson Rowland Garrett | 7:33    |  |

## Prêmios
| Ano  | Cerimônia     | Nomeação              | Categoria                                          | Resultado |
| ---- | ------------- | --------------------- | -------------------------------------------------- | --------- |
| 2000 | Grammy Awards | "Bills, Bills, Bills" | Best R&B Performance by a Duo or Group with Vocals | Indicação |
| 2000 | Grammy Awards | "Bills, Bills, Bills" | Best R&B Song                                      | Indicação |
| 2001 | Grammy Awards | "Say My Name"         | Record of the Year                                 | Indicação |
| 2001 | Grammy Awards | "Say My Name"         | Song of the Year                                   | Indicação |
| 2001 | Grammy Awards | "Say My Name"         | Best R&B Song                                      | Venceu    |
| 2001 | Grammy Awards | "Say My Name"         | Best R&B Performance by a Duo or Group with Vocals | Venceu    |

## Ficha técnica
| - Beyoncé Knowles → vocais principais e vocal de apoio - Kelly Rowland → vocais principais e vocal de apoio - LeToya Luckett → vocal de apoio e vocais principais - LaTavia Roberson → vocal de apoio e vocais principais - Michelle Williams → Vocal de apoio (Versão re-emitida apenas no CD de bônus da edição limitada do Reino Unido "Independent Women Part I & II") - Farrah Franklin → vocal de apoio (Versão re-lançada apenas no CD como faixa bônus da edição limitada do Reino Unido "Independent Women Part I & II") - Mathew Knowles → produção, mixagem - Bill Ortiz → trompete - Daryl Simmons → programação de bateria, programação de teclado - D'Wayne Wiggins → guitarra, produtor - Rodney Jerkins → produtor - Claudine Pontier → engenheiro assistente - James Hoover → engenheiro de som - Steve Baughman → Assistente de mixagem - Missy Elliott → executor - Jimmy Douglass → engenheiro - Prince Charles Alexander – assistente de mixagem - Vince Lars → saxofone - Albert Sanchez → fotografia - Blake Eiseman → engenheiro | - Dexter Simmons → mixagem - Brian Springer → engenheiro - Joey Swails → engenheiro - Dan Workman → engenheiro - LaShawn Daniels → produtor vocal - Anthony Hardy → produtor - Kenny Stallworth → assistente de engenharia - Donald "Lenny" Holmes → produtor - Nealante → produtor - K-Fam → produtor - Gerard Thomas → produtor - Chris Bell → engenharia - Brad Gildem → engenharia - Jean Marie Hurout → engenharia, mixangem - Kevin "Shekspere" Briggs → produtor - Kevin "KD" Davis → mixagem - Tara Geter Tillman → vocal de apoio - Mike Calderon → engenharia - Jon Gass → engenharia - Thom "TK" Kidd → bateria - Vernon J. Mungo → engenharia |

## Desempenho nas tabelas musicais

### Tabelas semanais
| Tabela musical (1999—2000)              | Melhor posição |
| --------------------------------------- | -------------- |
| Alemanha (Offizielle Deutsche Charts)   | 8              |
| Austrália (ARIA)                        | 2              |
| Áustria (Ö3 Austria Top 40)             | 18             |
| Bélgica (Ultratop Flandres)             | 8              |
| Bélgica (Ultratop Valônia)              | 19             |
| Canadá Canadian Albums (Billboard)      | 5              |
| Dinamarca (Hitlisten)                   | 16             |
| Escócia (Official Scottish Albums)      | 16             |
| Estados Unidos (Billboard 200)          | 5              |
| Estados Unidos (Top R&B/Hip Hop Albums) | 1              |
| Finlândia (Suomen virallinen lista)     | 15             |
| França (SNEP)                           | 32             |
| Japão (Oricon)                          | 33             |
| Noruega (VG-lista)                      | 7              |
| Nova Zelândia (RMNZ)                    | 6              |
| Países Baixos (Dutch Charts)            | 3              |
| Reino Unido (UK Albums Chart)           | 10             |
| Reino Unido (UK R&B Albums Chart)       | 1              |
| Suécia (Sverigetopplistan)              | 21             |
| Suíça (Schweizer Hitparade)             | 23             |

| Tabela musical (1999)                   | Posição |
| --------------------------------------- | ------- |
| Canadá (RPM Albums Chart)               | 99      |
| Estados Unidos (Billboard 200)          | 88      |
| Estados Unidos (Top R&B/Hip-Hop Albums) | 48      |
| Países Baixos (MegaCharts)              | 44      |
| Reino Unido (UK Albums Chart)           | 78      |
| Tabela musical (2000)                   | Posição |
| Austrália (ARIA)                        | 13      |
| Bélgica (Ultratop de Flanders)          | 37      |
| Bélgica (Ultratop de Valônia)           | 43      |
| Estados Unidos (Billboard 200)          | 13      |
| Europa (Music & Media)                  | 83      |
| Nova Zelândia (RMNZ)                    | 7       |
| Países Baixos (MegaCharts)              | 42      |
| Reino Unido (UK Albums Chart)           | 22      |
| Tabela musical (2001)                   | Posição |
| Europa (Music & Media)                  | 80      |
| Estados Unidos (Billboard 200)          | 87      |
| Reino Unido (UK Albums Chart)           | 82      |

| Tabela musical (2000) | Posição |
| --------------------- | ------- |
| EUA (Billboard 200)   | 39      |